# Minor White (astronomo)
| 21684 Alinafiocca    | 4 settembre 1999  |
| 32096 Puckett        | 27 maggio 2000    |
| 40457 Williamkuhn    | 4 settembre 1999  |
| 41450 Medkeff        | 1º giugno 2000    |
| 51741 Davidixon      | 24 maggio 2001    |
| 54362 Restitutum     | 27 maggio 2000    |
| 54902 Close          | 23 luglio 2001    |
| 61190 Johnschutt     | 1º luglio 2000    |
| 62503 Tomcave        | 30 settembre 2000 |
| 66479 Healy          | 4 settembre 1999  |
| 68410 Nichols        | 16 agosto 2001    |
| 70207 Davidunlap     | 4 settembre 1999  |
| 81822 Jamesearly     | 27 maggio 2000    |
| (82472) 2001 OJ22    | 19 luglio 2001    |
| (95677) 2002 GJ177   | 12 aprile 2002    |
| 108382 Karencilevitz | 18 maggio 2001    |
| (109263) 2001 QO108  | 24 agosto 2001    |
| (112218) 2002 JF148  | 2 maggio 2002     |
| (127195) 2002 GK177  | 12 aprile 2002    |
| (132443) 2002 GQ177  | 5 aprile 2002     |
| (132444) 2002 GW177  | 14 aprile 2002    |
| (139469) 2001 OF91   | 19 luglio 2001    |
| (169092) 2001 KN21   | 22 maggio 2001    |
| (172250) 2002 RR232  | 11 settembre 2002 |
| (182951) 2002 GU177  | 5 aprile 2002     |
| (195504) 2002 GM177  | 12 aprile 2002    |
| (210827) 2001 OL22   | 19 luglio 2001    |
| (217140) 2002 GL177  | 3 aprile 2002     |
| (232296) 2002 RU232  | 11 settembre 2002 |
| (234856) 2002 RQ232  | 11 settembre 2002 |
| (234857) 2002 RR235  | 11 settembre 2002 |
| (258747) 2002 GN177  | 5 aprile 2002     |
| (258748) 2002 GR177  | 5 aprile 2002     |
| (258953) 2002 RV235  | 11 settembre 2002 |
| (287157) 2002 RD235  | 11 settembre 2002 |
| (310768) 2002 RC235  | 11 settembre 2002 |

Minor White (...) è un astronomo statunitense.
Impegnato come ricercatore nell'industria aerospaziale, fu responsabile per i sistemi di controllo del propellente del North American X-15.
Il Minor Planet Center gli accredita la scoperta di trentasei asteroidi, effettuate tra il 1999 e il 2002, tutte in collaborazione con Michael Collins.